# 序班
序班為中國古代文官官職名。在清朝之位階為從九品。序班職能通常是負責朝會和宴饗等禮節有關，為配置於鴻臚寺或會同館官署之基層官員。1910年代，清朝滅亡後，該官職廢除。